# Ambazonia
Ambazonia, también conocida como República Federal de Ambazonia, es una entidad secesionista que reivindica las partes anglófonas de Camerún como su territorio. El territorio de 42.710 kilómetros cuadrados comprendía anteriormente el Camerún meridional. El Camerún meridional era anteriormente el territorio en fideicomiso de las Naciones Unidas del Camerún meridional bajo administración del Reino Unido (1922-1961), que en 1961 votó a favor de la independencia del Reino Unido mediante la federación con la República de habla francesa del Camerún.
En 2017, el Frente Unido del Consorcio Ambazonia del Sur de Camerún (SCACUF) declaró unilateralmente la independencia de Ambazonia, mientras que el gobierno camerunés dijo que la declaración no tiene peso legal. Ambazonia es admitida en la Organización de Naciones y Pueblos No Representados.

## Etimología
El término "Ambazonia" se deriva de la palabra Ambozes, el nombre local para el área de la bahía en la desembocadura del río Wouri, Douala en la actualidad.

## Historia
El territorio reclamado anteriormente era conocido como el Camerún meridional británico (Camerún occidental). Situada en el golfo de Guinea, en la bisagra de África, Ambazonia limita al oeste y al norte con Nigeria y al sur con el océano Atlántico, compartiendo una frontera marítima con Guinea Ecuatorial (isla de Bioko). Al este se encuentran los territorios francófonos de la República de Camerún. Hanno el cartaginés, en el relato de su viaje ya en el siglo V a. C., mencionó un accidente geográfico situado en el territorio, a saber, una erupción volcánica en el monte Fako mientras navegaba por la bahía de Ambas. Tan impresionante fue la visión de la erupción que llamó a la montaña'el carro de los dioses'.

Hanno el cartaginés fue probablemente el primer extranjero en visitar la costa de[Ambas Bay]; y eso fue en el siglo V a.C.". Vio la montaña Fako y la llamó "el carro de los dioses". Durante varios siglos, ningún otro extranjero visitó la zona. No fue hasta la aparición de la lucrativa trata transatlántica de esclavos en el siglo XV d.C. cuando se despertó el interés europeo por África Occidental. A partir de ese momento, los europeos comenzaron a visitar las zonas costeras del[Golfo de Guinea y la Bahía de Ambas] para comerciar con esclavos. Primero vinieron los portugueses que llamaron a la bahía de Ambas hacia 1480 y, tras ellos, los españoles que llegaron a la desembocadura del río Wouri[en la zona de la marisma de Duala]

### Primeras interacciones británicas (1858-1887)
Varios comerciantes europeos visitaron libremente la bahía de Ambas hasta 1844-1862, cuando los británicos celebraron tratados comerciales con varios jefes de la bahía de Ambas. En 1858 el misionero bautista británico, Alfred Saker, estableció un refugio para los esclavos liberados que más tarde fue nombrado Victoria en honor a la entonces reina Victoria de Inglaterra. En 1884 Gran Bretaña estableció un protectorado en Ambas Bay con Victoria como capital.
En 1887, los británicos entregaron Victoria y su territorio circundante a los alemanes que habían ocupado una pequeña zona de marisma adyacente en Duala al este de Ambas Bay.

### Colonización alemana (1887-1914)
Después de conquistar el antiguo territorio británico, los alemanes se comprometieron a ampliar el protectorado de Kamerun mediante una combinación de exploraciones, expediciones militares y guerras con las comunidades locales que comenzaron con el sometimiento del rey Kuva de Buea después de 4 años de amarga guerra. En 1891, los alemanes finalmente tomaron el control de Buea y Sasse, a las que llamaron Einsiedel, Bojongo (Engelberg) y de las regiones de Tiko, a través de Bimbia, Victoria, Debunscha, Idenau a Bakassi. En 1902 Buea se convirtió en la capital de Kamerun. En 1910, los alemanes se abrieron camino en el interior conquistando comunidades desde Muyuka hasta Nkambe y rebautizando la mayoría de estas localidades: Kumba (Johann Albrechtshoehe), Njila (Kaiser Wilhemsburg), Ossidinge (Agborkem German), Mamfe (Mansfeld), Bangwa, Bali (Baliburg), Mankon (Bande), Kimbo (Kumbo) hasta las áreas de Nkambe. Estos nuevos territorios adquiridos se añadieron al Kamerun original (más tarde Camerún francés), al igual que otros territorios del sur del actual Congo y Gabón que también se añadieron como Neu Kamerun, o Nuevo Camerún, y los territorios de Duckbill adquiridos a Chad y Oubangui-Shari (hoy conocidos como República Centroafricana) también pasaron a formar parte de Kamerun. Este territorio permaneció bajo el control de Alemania hasta la Primera Guerra Mundial, cuando Alemania fue derrotada.

### Colonización británica (1914-1961)
En 1914, durante la Primera Guerra Mundial, Gran Bretaña reclamó la zona costera de Ambas Bay desde Tiko a través de Bimbia, Victoria, Idenau hasta la península de Bakassi, extendiéndose tierra adentro hasta la actual Nkambe, y luego más al norte hasta las zonas del Lago Chad. Toda esa franja de territorio se denominó entonces Camerún Británico, que fue administrado como un apéndice de Nigeria. En 1916, Gran Bretaña y Francia firmaron un tratado conocido como la «Declaración Simon-Milne», para respetar las fronteras entre el Camerún británico y el Camerún francés. Cuando Alemania fue derrotada finalmente en 1918, se vio obligada a firmar los Tratados de Versalles en 1919, cediendo el control de todas sus colonias a las potencias Aliadas y Asociadas, incluido el territorio conocido desde 1916 como el Camerún Británico. El 10 de julio de 1919, Gran Bretaña y Francia reiteraron el tratado fronterizo concertado en 1916 y ambos se comprometieron a administrar sus respectivos nuevos territorios coloniales de conformidad con el artículo 22 del «Pacto de la Sociedad de las Naciones». La soberanía británica sobre el sur del Camerún se mantuvo hasta 1922, cuando la Sociedad de las Naciones convirtió al sur del Camerún en un territorio bajo mandato.
La Ordenanza de la Administración del Camerún Británico de 1924, enmendada posteriormente hasta 1929, dividió a los cameruneses Británicos en los «Cameruneses del Norte» (administrados como parte de Nigeria del Norte) y los «Cameruneses del Sur» (administrados como parte de Nigeria del Este). Cuando el sistema de mandatos se transformó en el sistema de fideicomiso en 1946, este arreglo se volvió a estipular en el Decreto-en-Consejo de 2 de agosto de 1946, en el que se establecía la administración del Protectorado de Nigeria y del Camerún bajo mandato británico. Mientras tanto, la frontera entre el Camerún británico y el Camerún francés fue más exactamente definida en un acuerdo firmado por el Gobernador General de Nigeria y el Gobernador del Camerún francés en 1930 y aprobado por Gran Bretaña y Francia. En 1953, los representantes del Camerún meridional en la Legislatura oriental de Nigeria exigieron a Gran Bretaña un estatuto regional para el Camerún meridional con sede de gobierno en Buea. La Orden en Consejo de 1954 estableció una Cámara Legislativa conocida como la Cámara de la Asamblea del Camerún Meridional. También se estableció un Consejo Ejecutivo. El sur de Camerún obtuvo una autonomía limitada como una cuasi región dentro de la Federación Nigeriana. La primera sesión de la Asamblea Legislativa del Camerún Meridional se celebró el 26 de octubre de 1954. El Dr. Endeley surgió como líder de los Cameruneses del Sur. Su título oficial era Líder de Asuntos de Gobierno, debido a que el Camerún meridional es una cuasi región y, por lo tanto, solo semiautónomo.
En 1958, el Camerún meridional alcanzó la condición de región completa y se convirtió en una región autónoma y plenamente autónoma. El título oficial del Dr. Endeley cambió por el de Premier o Primer Ministro. En 1957, las Resoluciones 1064 (XI) del 26 de febrero de 1957 y 1207 (XII) del 13 de diciembre de 1957 de las Naciones Unidas pidieron a las autoridades administrativas que aceleraran los arreglos para que los territorios en fideicomiso alcanzaran la autonomía o la independencia. En 1958, la Asamblea Legislativa y la Cámara de Jefes pidieron la separación completa de Nigeria y su independencia total. En 1959, el partido de oposición «Kamerun Partido Democrático Nacional» (KNDP) ganó las elecciones, por lo que es la primera vez en África que el poder cambia pacíficamente de un gobierno en el poder a un partido de la oposición. John Ngu Foncha, líder del KNDP, se convirtió en el segundo Primer Ministro del Camerún meridional9. Además, las resoluciones de las Naciones Unidas 1350 (XIII) del 13 de marzo de 1959 y 1352 (XIV) del 16 de octubre de 1959 pedían a Gran Bretaña, la Autoridad Administrativa, que organizara un plebiscito en el sur de Camerún bajo la supervisión de las Naciones Unidas sobre la base de las dos "alternativas" siguientes: la independencia, al unirse a Nigeria como una de las regiones autónomas de ese país, o el Camerún francés en una federación de dos estados, con el mismo estatuto. En 1960, el Parlamento de Westminster en Londres promulgó una constitución para los Cameruneses del Sur conocida como la Orden en Consejo de los Cameruneses del Sur (Constitución). La Constitución estableció un sistema de gobierno parlamentario y ministerial plenamente desarrollado, inspirado en el del Reino Unido. Esta medida constitucional se adoptó al mismo tiempo que la separación del Camerún meridional de Nigeria. El Camerún meridional alcanzó el estatuto de territorio plenamente autónomo, aunque sigue siendo un territorio en fideicomiso de las Naciones Unidas bajo la égida de Gran Bretaña.

### El plebiscito (1961)
Las Naciones Unidas habían decidido poner fin a todos los fideicomisos a finales de 1960. A todos los territorios de fideicomiso se les concedió la independencia incondicional, pero el Camerún meridional británico tuvo que tomar una decisión: lograr la independencia uniéndose a la República Francesa del Camerún en una federación de dos estados iguales o uniéndose a Nigeria como una de sus regiones federadas. La razón de esta posición se basaba en el Informe Phillipson de 1959, que afirmaba que el Camerún meridional no era económicamente capaz de sostenerse como Estado independiente. Las Naciones Unidas iniciaron conversaciones con el Camerún francés sobre las condiciones de asociación del Camerún meridional si el resultado del plebiscito era favorable a una federación de ambos países. El plebiscito fue organizado precipitadamente y tuvo lugar en 1961 en medio de una profunda confusión y descontento: la mayoría de la gente no quería unirse a Nigeria ni al Camerún francés, que hablaba francés, estaba en una sangrienta guerra civil y tenía una cultura política muy diferente. El pueblo del Camerún meridional no podía entender por qué se le había negado la opción por la independencia. La potencia colonial trató de impedir el surgimiento de cualquier tipo de movimiento independentista, lo que aseguró que el pueblo eligiera solo una de las dos opciones que estaban sobre la mesa y no otras alternativas. Sin una mejor opción, los cameruneses del sur de Camerún votaron a favor de asociarse con el Camerún francés en una federación de dos estados, iguales en estatus.
El 21 de abril de 1961, la Resolución 1608 (XV) de las Naciones Unidas fijó el 1 de octubre de 1961 como fecha de la independencia del sur de Camerún, tras una votación en la Asamblea General de las Naciones Unidas en la que 64 países votaron a favor de la independencia del sur de Camerún. Aunque el Camerún meridional había votado a favor de unirse al Camerún francés al lograr la independencia, el Camerún francés votó en contra de su independencia. Se acordó que Gran Bretaña, la ONU, Camerún del Sur y Camerún francés discutirían juntos los términos de la federación.
En julio de 1961, las Naciones Unidas y Gran Bretaña se negaron a asistir a la reunión prevista para discutir los términos concretos de la federación. En cambio, solo las delegaciones del Camerún meridional y de la República Francesa del Camerún se reunieron en Foumban, una ciudad del Camerún francés. Sin embargo, en lugar de discusiones francas, el presidente Ahidjo de la República Francesa de Camerún, presentó a la delegación del Sur de Camerún una copia de la constitución francesa de Camerún de 1960 y les pidió que hicieran sugerencias de modificación que podrían o no ser tomadas en cuenta. La delegación del sur de Camerún, profundamente decepcionada por el enfoque condescendiente de Ahidjo, regresó a su país con la esperanza de que el gobierno del Camerún francés reconsiderara su postura y abriera la constitución a una enmienda que convendría a un estado federado con dos socios iguales. Sin embargo, esto no iba a ser así. En agosto de 1961, una delegación del Camerún meridional se reunió con cameruneses franceses en Yaundé para seguir debatiendo sobre la Constitución. Una vez más, no se llegó a ningún acuerdo. Así, aunque el plebiscito fue una expresión de la voluntad de asociarse con el Camerún francés, las discusiones necesarias para elaborar un documento consensuado y establecer la base jurídica de la federación nunca se llevaron a cabo, ni tampoco se firmaron acuerdos posteriormente entre los dos países.

### La incorporación del Camerún meridional en el Camerún francés (1961-1972)
El 1 de septiembre de 1961, el parlamento del Camerún francés votó a favor de la nueva Constitución. Era esencialmente la versión para la conferencia de Foumban escrita por Ahidjo y sus asesores franceses de antemano. Para que sea vinculante en virtud del derecho internacional, también debería haber sido votado por el Parlamento del Camerún meridional. Eso no sucedió. La falta de acuerdo y de compromiso intergubernamental es mencionada por los representantes independentistas de Ambazonia como una característica esencial de la ilegalidad de la Unión. Otra preocupación mencionada es que la constitución federal da la impresión de que el Camerún francés readquirió el Camerún meridional. Para lograrlo, se elige el desvío a través de la forma de la Federación.
El entonces presidente francés Pompidou se refirió al Camerún meridional como un pequeño regalo de la Reina de Inglaterra a Francia. Contrariamente a la resolución vinculante 1514 (XV) de la Asamblea General de las Naciones Unidas, de 14 de diciembre de 1960, sobre la concesión de la independencia a todos los pueblos y países coloniales, Gran Bretaña transfirió el Camerún meridional a la soberanía de un país extranjero, el Camerún francés, en lugar de al Gobierno del Camerún meridional, tal como lo exige el derecho internacional. El 30 de septiembre, los administradores británicos abandonaron el Camerún meridional. Al día siguiente, el ejército del Camerún francés cruzó la frontera. El Ala Móvil (policía armada del sur de Camerún) fue desarmada por ellos. Se describe como una toma de control contundente. Un funcionario del Camerún francés fue nombrado en el cargo de Gobernador General del Camerún meridional. Su título oficial era Inspecteur Federal d'Administration. Rinde cuentas directamente al Presidente del Camerún francés. Luego siguieron una serie de otros funcionarios franceses del Camerún, incluida posteriormente su fuerza de policía, que literalmente se apoderó del sur del Camerún.
El Camerún francés pasó a llamarse Camerún oriental y el Camerún meridional pasó a llamarse Camerún occidental. En 1965 Augustine N. Jua se convirtió en el Primer Ministro de Camerún Occidental, pero fue despedido por el presidente Ahidjo en 1968 y reemplazado por S. T. Muna. Los asesores franceses del presidente Ahidjo recomendaron la introducción de escuelas bilingües para educar y asimilar a los cameruneses del sur a favor de los cameruneses franceses. El objetivo era absorber lentamente a los cameruneses del sur "anglosajones" en el hemisferio francófono, lo que se sumó al despliegue masivo de administradores de Camerún oriental. Foncha expresó su descontento con la progresiva asimilación y marginación de los habitantes del antiguo Camerún meridional por parte de Ahidjo. Ahidjo lo despidió del cargo de vicepresidente y lo reemplazó con S. T. Muna en 1970. En la primavera de 1972, el presidente Ahidjo declaró llevar a cabo un referéndum sobre la forma del Estado. Los legisladores del Camerún occidental se opusieron firmemente a esa idea y la rechazaron. Bajo coacción y para evitar el derramamiento de sangre se sometieron a la decisión de Ahidjo. El 20 de mayo de 1972 se celebró el referéndum con un resultado favorable para Ahidjo. Todo el proceso violó el artículo 47 de la constitución de la federación, que prohibía cualquier intento de cambiar la forma federal del estado. El nombre del estado se cambió de "República Federal de Camerún" a "República Unida de Camerún". Luego dividió el oeste de Camerún en dos partes, a las que llamó provincias del noroeste y del suroeste. Los acontecimientos ocurridos entre el 1 de octubre de 1961 y el 20 de mayo de 1972 se describen más bien como la incorporación de una antigua colonia a otro Estado o incluso como una anexión progresiva que como una unificación. or even as a creeping annexation

### Creciente nacionalismo del Camerún meridional (1982-2006)
El 6 de noviembre de 1982, Ahidjo renunció y entregó el poder a Paul Biya, quien continuó con la agenda de asimilación y las políticas opresivas de Ahidjo. En febrero de 1984, cambió el nombre oficial del país de la República Unida del Camerún a la República del Camerún, nombre que tenía el Camerún francés antes de su unificación con el Camerún meridional. Biya declaró que había tomado la medida de afirmar la madurez política del Camerún y demostrar que el pueblo había superado sus barreras lingüísticas y culturales. Además, suprimió una de las dos estrellas (último recuerdo de la federación) creando una nueva bandera con una sola estrella que indicaba que el Camerún meridional nunca había existido aparte del Camerún francés.
Desde mediados de los años ochenta, la ruptura entre las élites del sur de Camerún y el gobierno central dominado por la francofonía es cada vez más evidente. La exclusión política, la explotación económica unilateral y la asimilación cultural fueron criticadas cada vez más abiertamente.

... 1) Desafortunadamente esto no iba a ser como me quedó claro que me había convertido en una molestia irrelevante que tenía que ser ignorada y ridiculizada. Iba a ser usado ahora sólo como escaparate y no escuchado. La mayor parte del tiempo soy convocado a las reuniones por radio sin ninguna cortesía de mi consulta en el orden del día. 2) Todos los proyectos del antiguo Camerún Occidental que había iniciado o que había tenido en gran estima, tuvieron que ser asumidos, mal gestionados y arruinados, por ejemplo, el Banco de Camerún, la Junta de Marketing del Camerún Occidental, la AMA en Wum, el Movimiento Cooperativo del Camerún Occidental. 3) Mientras que yo pasé toda mi vida luchando para tener un puerto de aguas profundas en Limbe (Victoria) desarrollado, este proyecto tuvo que ser archivado y en su lugar se construirá un costoso oleoducto desde SONARA en Limbe hasta Douala con el fin de transportar el petróleo hasta Douala. 4) Todas las carreteras en el oeste de Camerún que mi gobierno había construido, mejorado o mantenido se deterioraron haciendo que Kumba-Mamfe, Mamfe-Bamenda, Bamenda-Wum-Nkambe, Bamenda-Mom fueran inaccesibles por carretera. Los proyectos fueron archivados incluso después de que la gasolina produjera suficiente dinero para construirlos y el puerto marítimo de Limbe. 5) Todos los avances en materia de empleo, nombramientos, etc., destinados a promover una adecuada representación regional en el gobierno y sus servicios, han sido revisados o modificados a expensas de quienes defendían la VERDAD y la justicia. 6) El camerunés del sur que traje a la Unión ha sido ridiculizado y llamado "les Biafrians", les enemies dans la maison", "les traites", etc., y las disposiciones constitucionales que protegían a esta minoría del sur de Camerún han sido suprimidas, sus voces ahogadas mientras que el gobierno de las armas ha sustituido al diálogo que tanto aprecian los cameruneses del sur....

- John Ngu Foncha, Carta de renuncia del partido CPDM (1990)

En un memorando de fecha 20 de marzo de 1985, el abogado anglófono y Presidente del Colegio de Abogados del Camerún, Fon Gorji Dinka, escribió que el gobierno de Biya era inconstitucional y anunció que el antiguo Camerún meridional debía convertirse en independiente como República de Ambazonia. Dinka fue encarcelado el siguiente enero sin juicio y en el proceso se convirtió en un "mártir" de la causa separatista. El nombre Ambazonia fue utilizado en 1984 por Fon Gorji-Dinka (líder del grupo de defensa de Ambazonia), cuando el parlamento y el gobierno de la República de Camerún cambiaron el nombre del país de "República Unida de Camerún" a "República de Camerún" por el nombre anterior a la reunificación del Camerún francés, la "República de Camerún". En opinión de algunos, entre ellos Gorji-Dinka, Bernard Fonlon y Carlson Anyangwe, especialmente en el antiguo Camerún británico, esto significó la disolución de la unión personal de 1961. Fue en este sentido que a partir de 1984, Ambazonia fue declarada como una intervención del pueblo del sur de Camerún para devolver la condición de estado al antiguo territorio británico del sur de Camerún, lo que Ambazonia consideró no como un hecho consumado de un solo Estado camerunés, sino como una oportunidad para involucrar a ambos Estados en una "revisión constitucional" de sus relaciones posteriores a 1984. El grupo de Gorji-Dinka creía que, por "aplicación de la ley", debería haber una participación igualitaria de los dos Estados que formaban la ya desaparecida federación, en una nueva visión de las relaciones entre sus países (la República del Camerún y el Camerún meridional). En el documento, apodado el "nuevo orden social", la propuesta de Ambazonia de la CACIN (Confederación de Naciones Independientes Camerún-Ambazonia) fue rechazada sumariamente por la República de Camerún. En cambio, el líder del ARC (Consejo de Restauración de Ambazonia), Fon Gorji-Dinka, fue arrestado y juzgado por traición por reclamar la existencia continua de la soberanía de los "Cameruneses del Sur" en la República de Ambazonia.[cita requerida]
En 1992, Fon Gorji-Dinka, en nombre del Estado de la República de Ambazonia, presentó una demanda contra la República del Camerún y el presidente Paul Biya por la principal acusación de ocupación ilegal y forzada de la República del Camerún desde la disolución de la República Unida del Camerún en 1984 y la declaración de la República de Ambazonia. Esta demanda fue registrada en el Tribunal Superior de Bamenda, en la región noroccidental de Camerún, con el número de caso HCB28/92. Existen informes contradictorios sobre el resultado de este caso.
En 1994, John N. Foncha y Salomon T. Muna, ambos ex Primeros Ministros del Camerún meridional, regresaron a las Naciones Unidas en Nueva York y exigieron la independencia por separado del Camerún meridional. La misión a la ONU precedió a la Conferencia de Todos los Anglófonos (CAA I) que tuvo lugar en Buea, reuniendo a todos los ciudadanos del sur de Camerún que unánimemente pidieron la restauración de la condición de estado del sur de Camerún. Se celebró en Bamenda una segunda Conferencia Anglófona (AAC II) en la que se reiteraron las decisiones de la AAC I y se dio un "tiempo razonable" al Camerún francés para que aceptara un retorno a la federación de los dos estados, de lo contrario, al pueblo del Camerún meridional no le quedaría otra opción que revivir su condición de estado y revivir su independencia. Sin embargo, la implementación de la CAA-I y la CAA-II se vio paralizada por los brutales arrestos y encarcelamientos de los líderes de la CAA y por la huida al exilio de varios otros.
En 2005, el Camerún meridional/República de Ambazonia pasó a ser miembro de la Organización de Naciones y Pueblos No Representados (UNPO), que fue renovada en 2018.. En una sentencia de 2005 del Tribunal de Derechos Humanos de las Naciones Unidas (Pacto Internacional de Derechos Civiles y Políticos), en su Comunicación 1134/2002, el Tribunal de Derechos Humanos de las Naciones Unidas se pronunció a favor de indemnizar a Fon Gorji-Dinka por las violaciones de los derechos humanos cometidas contra él y por las seguridades de que gozaba de sus derechos civiles y políticos.
El 31 de agosto de 2006, la Organización de los Pueblos del Camerún Meridional (SCAPO) proclamó oficialmente la independencia de la República de Ambazonia para incluir el territorio en disputa de Bakassi.

### De las manifestaciones a la guerra (2016-presente)
El deseo de autodeterminación permaneció vivo en el pueblo del sur de Camerún. La declaración de independencia siguió a una serie de acontecimientos que comenzaron con la huelga de maestros y abogados en octubre de 2016. Los abogados habían enviado un ultimátum al gobierno de Camerún pidiendo una redistribución de los jueces francófonos de los tribunales anglófonos y llamaron a su territorio compuesto por las dos regiones anglófonas de la actual República del Camerún: la República Federal de Ambazonia. Desde entonces ha formado su Gobierno provisional y el presidente provisional, Sisiku Ayuk Tabe Julius, ha nombrado a su primer gabinete en el exilio.
Inicialmente, las reclamaciones fueron iniciadas por los abogados. Los abogados habían enviado un ultimátum al gobierno de Camerún pidiendo el redespliegue de los jueces de habla francesa de los tribunales de habla inglesa. El gobierno de Camerún respondió reprimiendo las manifestaciones de los abogados, así como las de los manifestantes e insurgentes separatistas. Al menos 17 personas murieron en protestas tras la declaración de independencia, mientras que catorce tropas camerunesas murieron en ataques reclamados por las Fuerzas de Defensa de Ambazonia, lo que condujo a una guerra de guerrillas en el sur de Camerún.
El 30 de noviembre de 2017, el presidente del Camerún declaró la guerra a los separatistas anglófonos, lo que marcó el inicio de un enfrentamiento muy violento entre las fuerzas gubernamentales y los separatistas armados. El conflicto comenzó en la División Manyu, donde operaba la Fuerza de Defensa de Ambazona. Desde entonces, el conflicto se ha extendido a otros condados como Lebialem, Fako, Momo, Bui y Ngoketunjia. Han surgido varias facciones armadas diferentes, como los Dragones Rojos, Tigres, ARA, Siete Kata, ABL, entre otros. Varias aldeas y pueblos han sido quemados, como Kwa-kwa, Kembong, Tadu en la NSO y Muyenge.
El 5 de enero de 2018, miembros del Gobierno Provisional de Ambazonia, incluido el presidente Sisiku Julius Ayuk Tabe, fueron arrestados en Nigeria y deportados a Camerún, posteriormente fueron arrestados y pasaron 10 meses en el cuartel general de la gendarmería, antes de ser trasladados a una prisión de máxima seguridad en Yaundé, y en diciembre de 2018 se inició un juicio.
El 4 de febrero de 2018, se anunció que el Dr. Samuel Ikome Sako se convertiría en Presidente interino de la República Federal de Ambazonia, sucediendo temporalmente a Tabe. Su presidencia fue testigo de la escalada de la guerra y su extensión a todo el sur del Camerún. El 31 de diciembre de 2018, Ikome Sako dijo que en 2019 se produciría un cambio de una guerra defensiva a una ofensiva, y que los separatistas se esforzarían por lograr la independencia de facto sobre el terreno.

## Geografía

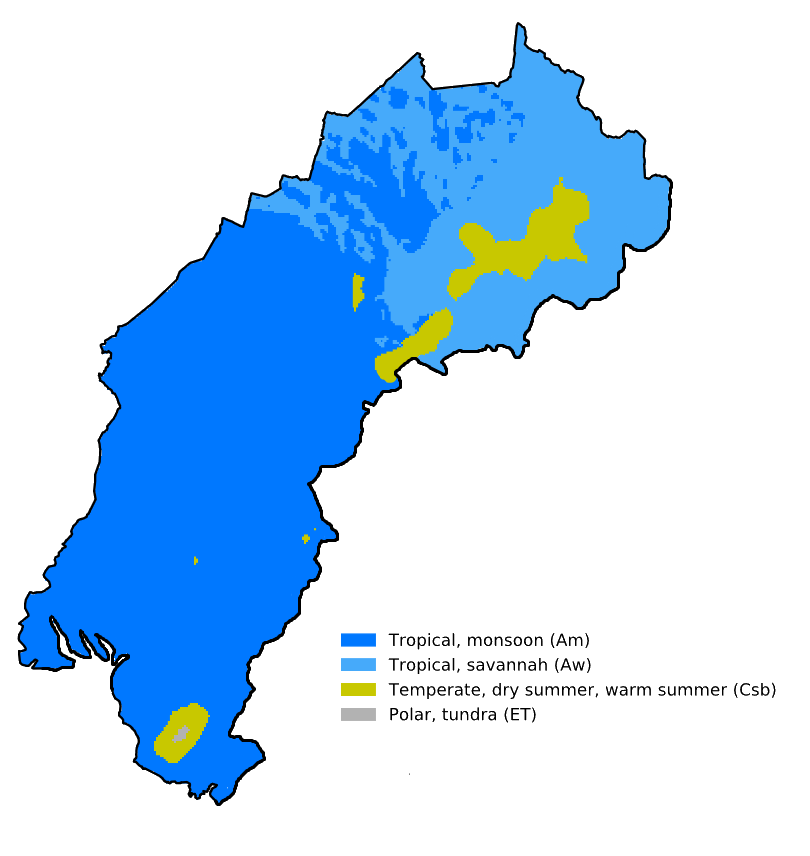
Mapa de Ambazonia de la clasificación climática de Köppen

Ambazonia se caracteriza por dos paisajes principales. Al oeste, hacia la frontera con Nigeria, se encuentran las tierras bajas de la cuenca del Mamfe. El área está cubierta de una densa selva tropical. Hay áreas protegidas como el Parque nacional de Korup o el Parque nacional de Takamanda. Más al este, hacia Camerún, se pueden encontrar una serie de volcanes como el Manengouba o el Kupe. Se extienden desde el sur a lo largo de la frontera de Camerún hacia el norte, donde se dirigen a las tierras altas de Bamenda. Un poco aislado de los otros volcanes es el onte Camerún en el extremo sur de Ambazonia. Con 4040 m, es la montaña más alta de África Occidental y la 28ª más alta de toda África.

### Clima
Dado que gran parte de Ambazonia se encuentra en el altiplano occidental, su clima es algo más fresco que el de las zonas circundantes de Camerún y Nigeria. Las tierras bajas a lo largo de la costa y los valles fluviales de Manyu, que forman parte de la depresión de Benue, son más cálidas. La mayor parte de Ambazonia tiene un clima tropical monzónico, con la llanura costera que contiene algunos de los lugares más lluviosos del mundo (como el pueblo de Debundscha). Las partes noreste de la Región Noroeste (incluyendo la ciudad de Bamenda) tienen un clima de sabana tropical, con distintas estaciones húmedas y secas. A mayores altitudes, como el macizo Oku y el monte Camerún, hay zonas donde las temperaturas descienden lo suficiente como para ser clasificadas como un clima mediterráneo de verano cálido. La cima del monte Camerún tiene un clima polar de la variante de la tundra, único en África Occidental y extremadamente raro tan cerca del Ecuador.

## Estructura administrativa
Ambazonia está dividida en 14 condados.

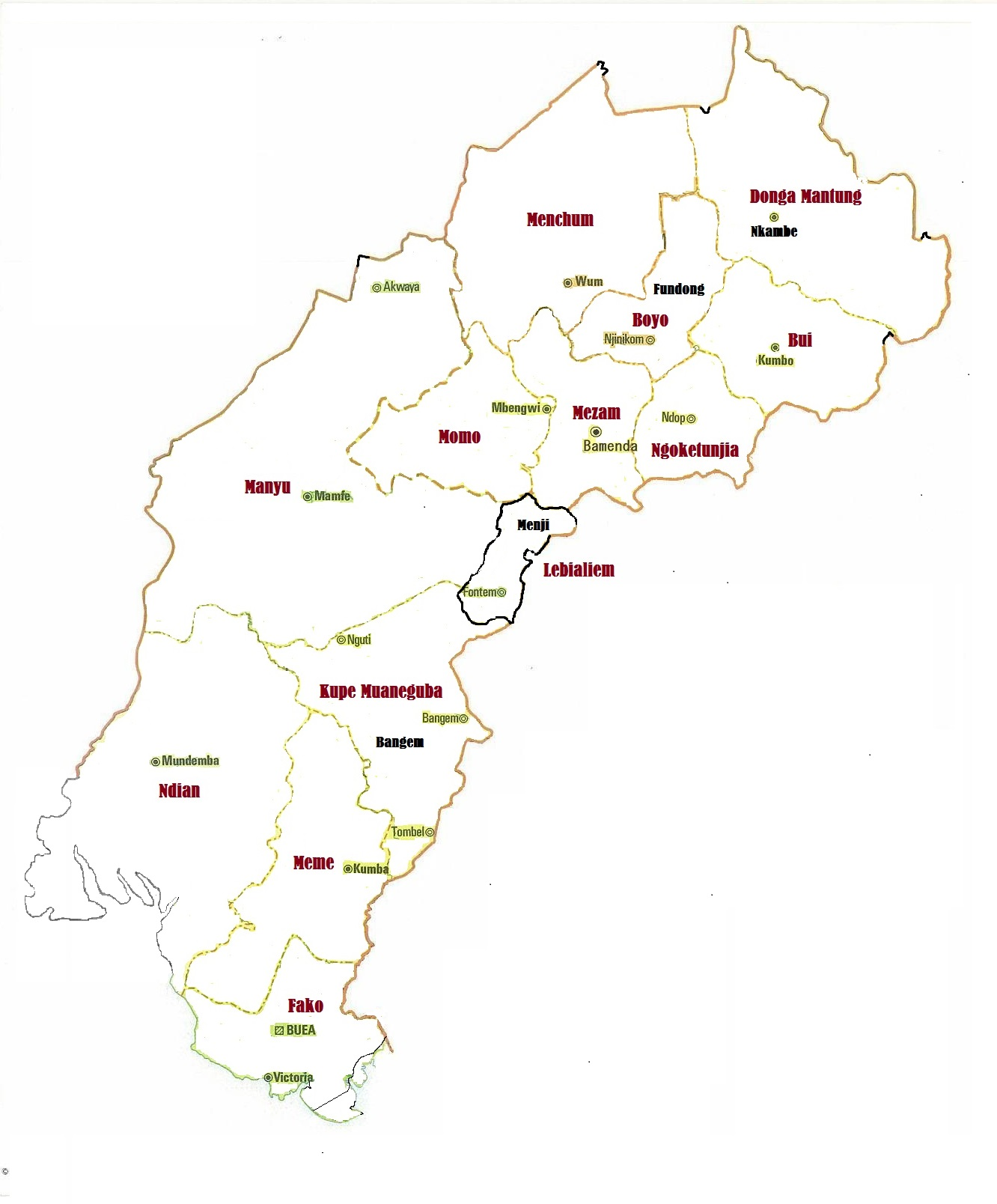
Estructura administrativa de la República Federal de Ambazonia.

| Condado        | Capital del condado |
| -------------- | ------------------- |
| Fako           | Victoria            |
| Meme           | Kumba               |
| Ndian          | Mundemba            |
| Kupe Muaneguba | Bangem              |
| Lebialem       | Menji               |
| Manyu          | Mamfe               |
| Momo           | Mbengwi             |
| Mezam          | Bamenda             |
| Ngoketunjia    | Ndop                |
| Bui            | Kumbo               |
| Boyo           | Fundong             |
| Menchum        | Wum                 |
| Donga Mantung  | Nkambe              |
| Bakassi        | Archibong           |